# Wladimir Dimitrow-Maistora

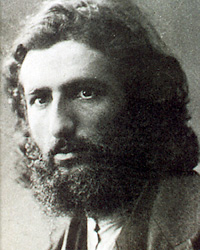
Wladimir Dimitrow-Maistora

Wladimir Dimitrow-Maistora, eigentlich Wladimir Dimitrow Petrow (bulgarisch Владимир Димитров–Майстора; * 1. Februar 1882 in Frolosch; † 29. September 1960 in Sofia) war ein bulgarischer Maler.

## Leben
Er studierte von 1903 bis 1910 an der Kunstakademie Sofia bei Scheko Spiridonow. Es gelang ihm mit seiner Malerei auch internationale Beachtung zu finden. Sein Malstil war geprägt von der Verwendung von Flächen mit grellen Farben, die Motive spielen zumeist im bäuerlichen Milieu.
Er wurde mit dem Orden Georgi Dimitrow und dem Dimitroffpreis ausgezeichnet. In der Fernsehshow Welikite Balgari wurde Dimitrow-Maistora im Jahr 2006 von den bulgarischen Fernsehzuschauern auf Platz 19 der größten Bulgaren gewählt. Seit 2006 ist er zudem Namensgeber für den Maystora Peak, einen Berg auf Greenwich Island in der Antarktis.

## Werke (Auswahl)
- Selbstbildnis, 1923
- Mädchen mit Äpfeln, um 1930 bis 1936
- Schnitter, 1936
- Mädchenbildnis, 1952